# 枳殻
枳殻（きこく）とは、ミカン科（ダイダイ、ナツミカンなど）の成熟した果実を乾燥した生薬である。健胃作用がある。